# Delfina Bunge
 Delfina Bunge de Gálvez, född 24 december 1881 i Buenos Aires, död 30 mars 1952 i Alta Gracia, var en argentinsk poet. 
Hennes far var presidenten i högsta domstolen Octavio Bunge och hon gifte sig med författaren Manuel Gálvez. 
Hon hade stark religiös kallelse.

## Verk
- Simplement, 1911
- El Arca de Noé: libro de lectura. Segundo grado, 1916
- Cuentos de Navidad, 1917
- La Nouvelle moisson, 1918
- Poesías, 1920
- Tierras del mar azul, 1920
- El Alma de los niños, 1921
- Las Imágenes del infinito, 1922
- El Tesoro del mundo, 1923
- Oro, incienso y mirra, 1924
- Los Malos tiempos de hoy, 1926
- Escuela: lecturas escolares para tercer grado, 1933
- Hogar, 1933
- Lectura para cuarto grado escolar, 1933
- El Reino de Dios, 1934
- Oro, incienso y mirra, 1935
- La Belleza en la vida cotidiana, 1936
- Lecturas, cuarto grado escolar, Buenos Aires, Cabaut, 1936.
- Iniciación literaria, 1937
- Nociones de religión católica: catecismo único: mi primer libro de religión, [s.l.] : [s.n.], 1938
- Viaje alrededor de mi infancia, 1938
- Dios y yo, 1940
- Catolicismo de Guerra, 1942
- Las Mujeres y la vocación, 1943
- La Vida en los sueños, 1943
- En Torno a León Bloy, 1944
- Cura de estrellas, 1949
- Viaje a rededor de mi infancia, 1956